# Stazione di Gaiano
Stazione di Gaiano vasútállomás Olaszországban, Collecchio településen.

## Vasútvonalak
Az állomást az alábbi vasútvonalak érintik:
- Parma–La Spezia-vasútvonal

## Kapcsolódó állomások
A vasútállomáshoz az alábbi állomások vannak a legközelebb:
- Stazione di Ozzano Taro
- Stazione di Collecchio